# Ibón de Bachimaña Alto
El Ibón de Bachimaña Alto es un ibón situado en el valle de Tena, en el pirineo aragonés oscense.

## Geografía

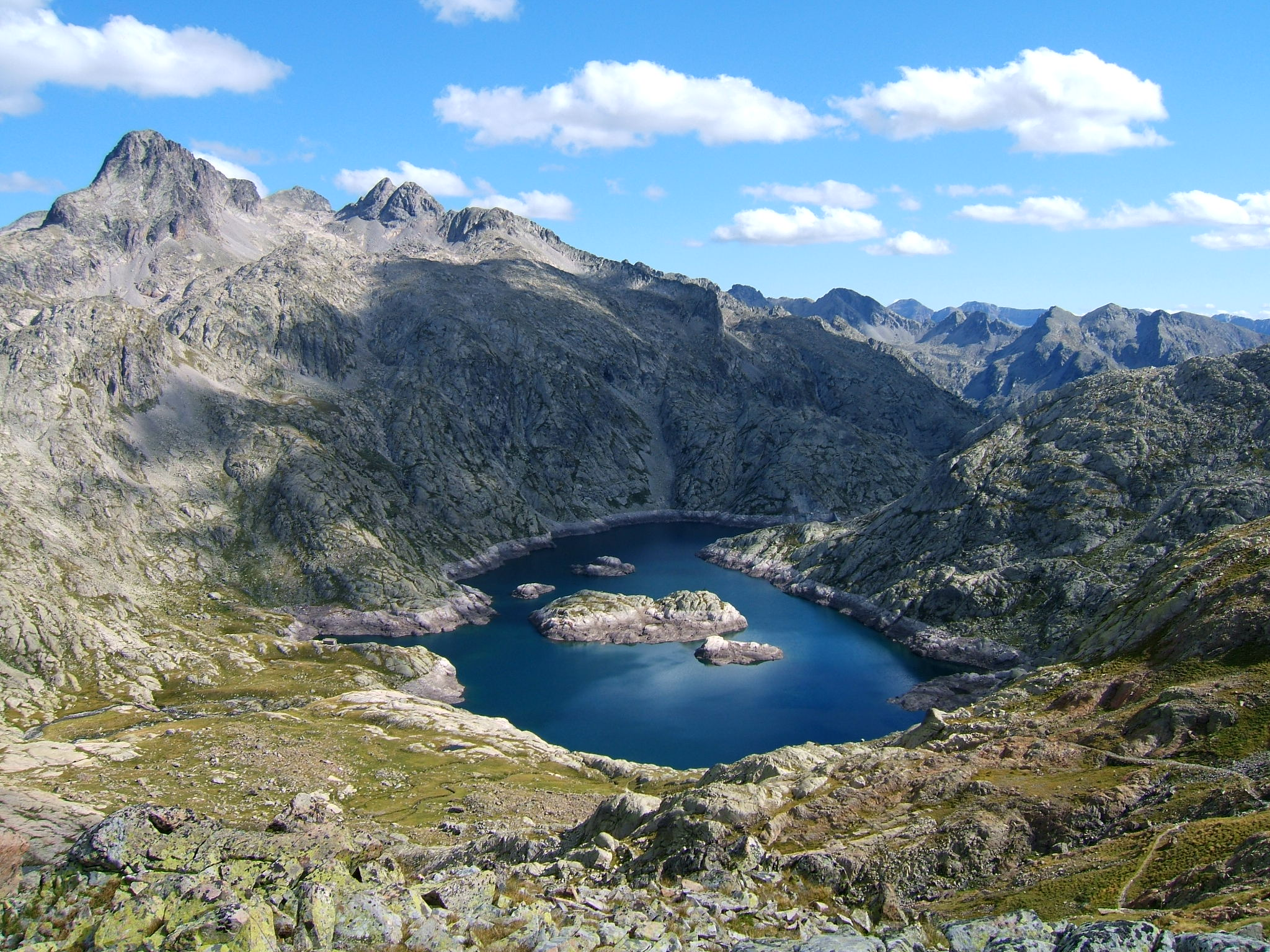
Ibón de Bachimaña Alto en agosto de 2006.

Está situado a 2207 metros sobre el nivel del mar, a los pies del Pico Serrato (2.877 m) y del Pico Chuans (2.757 m). Está próximo al embalse bajo de Bachimaña (2.170 m). Tiene una superficie de 38 hectáreas.

## Hidrografía
El ibón de Bachimaña alto, al igual que el bajo, está utilizado para embalse de aguas. El Ibón de Bachimaña Alto es claramente más grande que el Bajo, en parte porque recibe directamente las nieves del deshielo de los picos que lo rodean: el Serrato y el Chuans.

## Fauna
En el ibón vive una especie de pez, la trucha común.

## Acceso

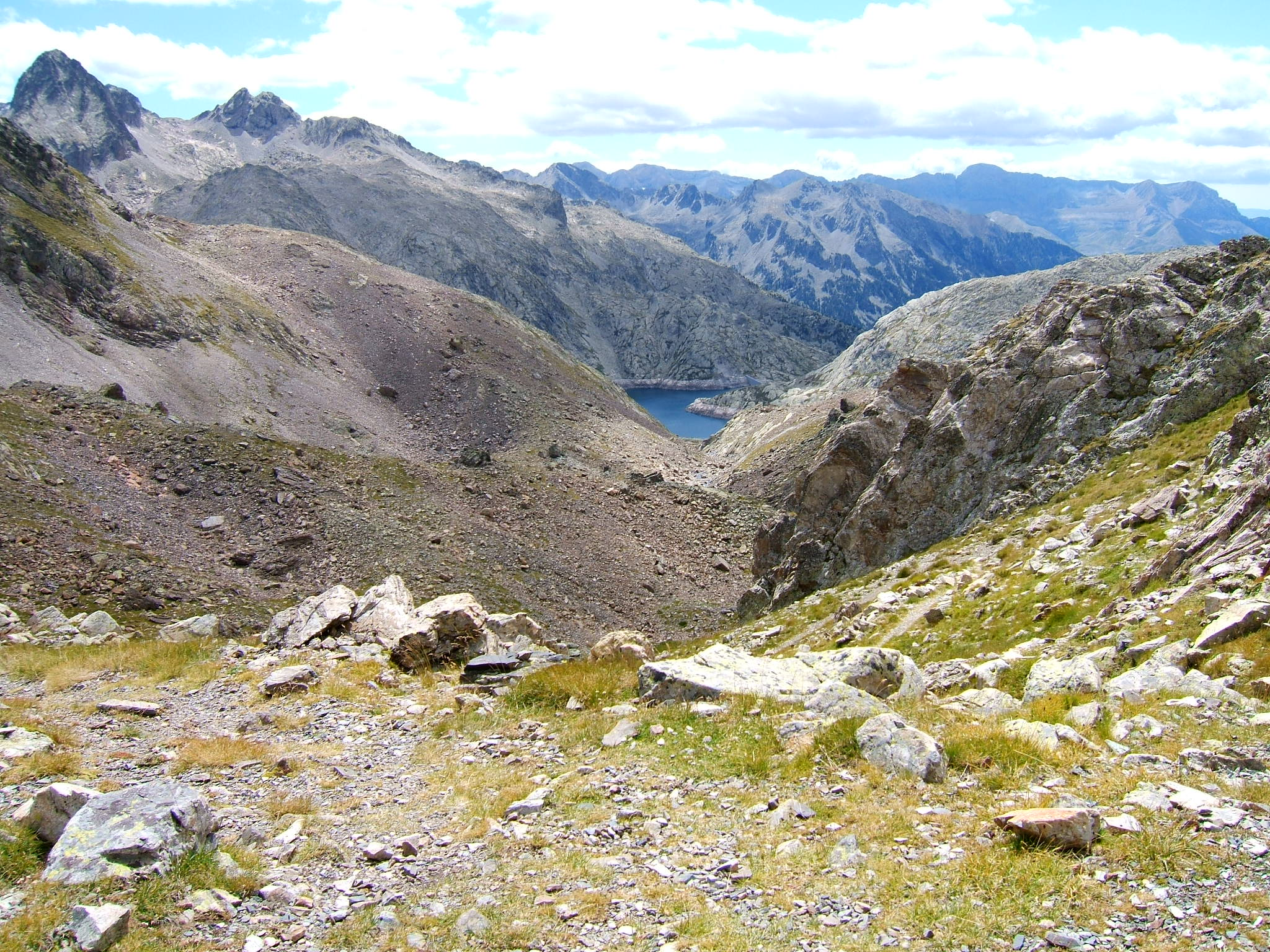
Ibón de Bachimaña Alto desde el puerto de Marcadau.

Desde Francia, se accede por la HRP, pasando por el puerto de Marcadau, desde el refugio Wallon.

## Excursiones
Desde el ibón se puede ascender a los Picos Infiernos (3.082 m).
También posee un refugio en él, aunque mucho más antiguo.

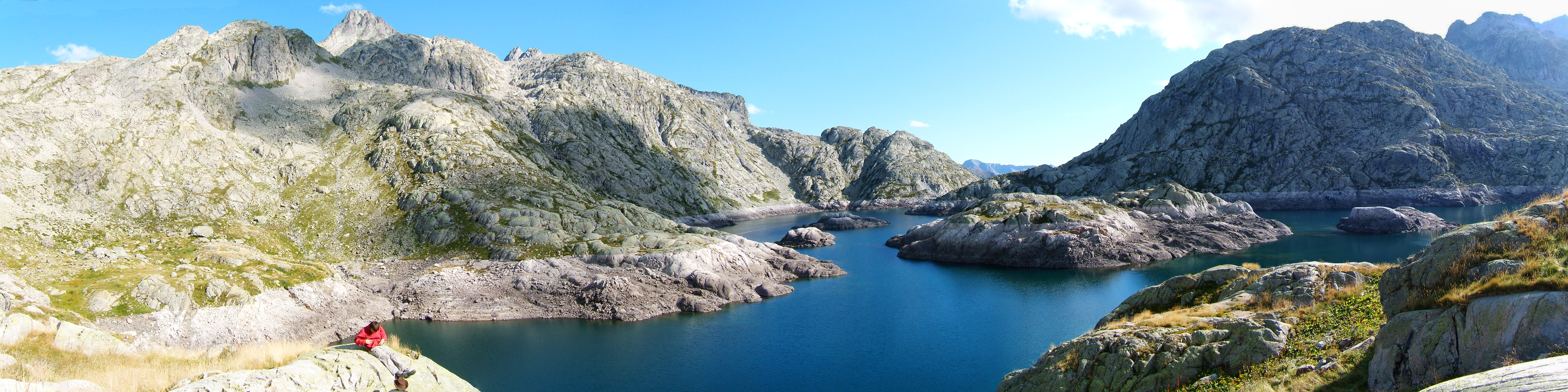
Ibón de Bachimaña Alto en agosto de 2006.